# ژان مارک فابر
ژان مارک فابر (انگلیسی: Jean-Marc Fabre؛ زادهٔ ۷ ژوئن ۱۹۶۴) فیلم‌بردار اهل فرانسه است.